# میرآباد علیا
میرآباد علیا، روستایی از توابع بخش مرکزی شهرستان بانه در استان کردستان ایران است. این روستا در دهستان کانی سور قرار دارد.
کوه‌های اطراف آن عبارتند از شیرکش، دربند و گوره‌قلعه (به زبان کردی به ترتیب: شێرکوژ، ده‌ربه‌ند و گه‌وره قه‌ڵا.
روستاهای همسایه میرآباد علیا عبارتند از شرگه، سیوچ، سرقول، میرآباد سفلی و نژو
نام برخی از مناطق، باغ‌ها یا مزرعه‌های آن عبارتند از؛ حسین هومر، سیشک، باخه، خاسه گوره، خاسه سوره، قوله‌رش و کولکه‌رش (به کردی:‌ حسه‌ین هۆمه‌ر، سیشه‌ک، باخه، خاسه گه‌وره، خاسه سووره، قووڵه ڕه‌ش) و کوڵکه ڕه‌ش).

## جمعیت
براساس سرشماری مرکز آمار ایران در سال ۱۳۸۵، جمعیت میرآباد علیا ۱۸۷ نفر (۳۷ خانوار) بود.